# Ел Лисицки
Ла́зарь Ма́ркович (Мо́рдухович) Лиси́цкий, известен като Ел Лисицки, е съветски архитект и художник. Той е сред водещите представители на руския и еврейския авангард.

## Биография
Лазар Мордухович Лисицки е роден на 10 (22) ноември 1890 г. в Починок, Смоленска губерния в семейството на занаятчията предприемач Мордух Залманович (Марк Соломонович) Лисицки (1863-1948) и домакинята Сара Лейбовна Лисицка. След като семейството се премества във Витебск, където баща му отваря магазин за порцелан, той посещава частното живописно училище на Юдел Пен.
През 1909 г. завършва Александърското реално училище в Смоленск. Следва в архитектурния факултет на Висшето политехническо училище в Дармщат. По време на следването си работи като зидар. През 1911-1912 г. пътува много из Франция и Италия. През 1914 г. се дипломира с отличие в Дармщат, но поради избухването на Първата световна война е принуден спешно да се върне в родината си (през Швейцария, Италия и Балканите).
За да се занимава с професионална дейност в Русия, през 1915 г. постъпва в Рижкия политехнически институт, евакуиран в Москва по време на войната. Завършва института на 14 април 1918 г. със званието инженер-архитект.
През 1916-1917 г. работи като асистент в архитектурното бюро на Борис Великовски, след това при Роман Клайн. От 1916 г. участва в работата на Еврейското дружество за насърчаване на изкуствата, включително в колективни изложби на обществото през 1917 и 1918 г. в Москва и през 1920 г. в Киев. След това, през 1917 г., той започва да илюстрира книги, публикувани на идиш, включително съвременни еврейски автори и произведения за деца. Използвайки традиционните еврейски народни символи, той създава запазената марка на киевското издателство „Yidisher Folks-Farlag” (Еврейско народно издателство), с което на 22 април 1919 г. подписва договор за илюстрацията на 11 книги за деца.
През същия период (1916 г.) Лисицки участва в етнографски експедиции в редица градове и села на беларуското Приднепровие и Литва с цел идентифициране и документиране на паметници от еврейската древност; резултатът на тези експедиции са репродукциите на стенописите на синагогата в Могильов, публикувани в Берлин през 1923 г., и придружаващата ги студия на идиш „דװעגן דער מאָלעװער שול: זכרונות“ (Мемоари от могильовската синагога, сп. „Милгройм“) - единственото теоретично произведение на Ел Лисицки, посветено на еврейското декоративно изкуство.
През 1918 г. в Киев Лисицки става един от основателите на Културната лига - авангардистко сдружение на художници и писатели, което има за цел да създаде ново еврейско национално изкуство. През 1919 г. по покана на Марк Шагал се премества във Витебск, където преподава в Народното художествено училище (1919-1920).
През 1917-1919 г. Ел Лисицки се посвещава на илюстрирането на произведения на съвременната еврейска литература и особено на детската поезия на идиш, ставайки един от основателите на авангардния стил в еврейската книжна илюстрация. За разлика от Шагал, който гравитира към традиционното еврейско изкуство, от 1920 г. Лисицки под влиянието на Казимир Малевич се насочва към супрематизма. Именно в този ключ са направени илюстрациите му от началото на 20-те години, например към книгите от периода на проуните (на идиш: אַרבעה תישים) Именно към Берлинския период на Лисицки се отнася последното му активно посвещаване на еврейската книжна графика (1922-1923 г.). След завръщането си в Съветския съюз Лисицки вече не се обръща към книжната графика, включително еврейската.
През 1919-1921 г. той е една от активните фигури начело с К. Малевич на витебското авангардистко сдружение УНОВИС (Утвердители нового искусства). Тук Лисицки създава своите проуни - аксонометрични изображения на геометрични тела с различни форми, които са в равновесие, или почиващи върху здрава основа, или плаващи в космическото пространство. Лисицки е учител на Лазар Хидекел, който след заминаването на Лисицки от Витебск оглавява архитектурното студио на УНОВИС.
От 1920 г. той се представя под артистичния псевдоним „Ел Лисицки“. Преподава в московските ВХУТЕМАС (Высшие художественно-технические мастерские) (1921) и ВХУТЕИН (Высший художественно-технический институт) (от 1926); през 1920 г. започва работа в ГИНХУК (Государственный институт художественной культуры).
В ателието на Лисицки е завършен проектът „Ленин Трибунът“ (1920-1924). През 1923 г. прави скици за нереализираната постановка на операта „Победа над слънцето“.
През 1921-1925 г. живее в Германия и Швейцария. Става част от холандската група „Да стил“. Член е на Асоциацията на съвременните архитекти.
Архитектурната дейност на Лисицки се състои в решаването на проблемите на вертикалното зониране на градските сгради (проекти за „хоризонтални небостъргачи“ за Москва, 1923-1925 г.).
През 1930-1932 г. по проект на Ел Лисицки е построена печатницата на списание „Огонёк“. Печатницата на Лисицки се характеризира с комбинация от огромни квадратни и малки кръгли прозорци. Планът на сградата изглежда като скица на някой от „хоризонталните небостъргачи“.
В духа на супрематизма Лисицки създава няколко пропагандни плаката, например „Удари белите с червен клин!“ (1920); разработва трансформируеми и вградени мебели през 1928-1929 г. Създава нови принципи на изложбеното пространство, възприемайки го като цялостен организъм. Отличен пример за това е Всесъюзната изложба на печата в Москва (1927 г.).
Интересува се от фотографията, по-специално от фотомонтажа. Едно от най-добрите изображения от този тип е плакатът за Руската изложба в Цюрих (1929 г.), където над обобщените архитектурни конструкции се издига циклопски образ на две глави, слети в едно цяло.
През 1937 г. е публикуван фотомонтажът на Ел Лисицки, посветен на приемането на Конституцията на Сталин.
Лисицки умира от туберкулоза през декември 1941 г. Последното му произведение е плакатът „Произвеждайте повече танкове“. Погребан е на Донското гробище в Москва в общия гроб на баща му Марк Соломонович, брат му Рувим (1895) и съпругата му Лоля (1890).

## Галерия
- Ленин Трибунът, 1920. Третяковска галерия, Москва
- Дизайн, 1922, MoMA
- Проун, ок. 1922, MoMA
- Проун, 1923, Museu Colecção Berardo, Лисабон
- Тревожна литография, 1923, MoMA
- Проун, 1924

## За него
- Канцедикас А., Ярыгина З. Эль Лисицкий. Фильм жизни. 1890—1941. В 7 тт. Галерея Новый Эрмитаж-1: Москва, 2005.
- Александр Раппопорт, Эль Лисицкий и идея пангеометрии // Россия. Франция. Проблемы культуры первых десятилетий XX века. Сборник статей. М., 1988.
- Духан И. Эль Лисицкий, 1890–1941: Геометрия времени. М.: TASCHEN: Арт-Родник, 2010, 96 с. ISBN 978-5-404-00011-5
- Хан-Магомедов C. О. Лазарь Лисицкий. М.: С. Э. Гордеев, 2011. ISBN ISBN 978-5-91566-047-1